# Hanna Mining Company
M. A. Hanna Company foi uma companhia processadora de minério de ferro baseada em Cleveland, Ohio, nos Estados Unidos.

## História
Foi fundada no Vale do Mahoning, no ano de 1840, por Daniel F. Rhodes e Marcus Hanna, um influente político do Partido Republicano (Estados Unidos). Adquiriu diversas jazidas de minério de ferro na região do Lago Superior, e depois expandiu seus investimentos para a América Latina.
Teve notável participação no Golpe Militar de 1964, através da atuação de seu diretor presidente e Secretário do Tesouro dos Estados Unidos George Humphrey, que buscava adquirir ilegalmente as reservas de ferro do Vale do Paraopeba, em Minas Gerais, que faziam parte da reserva nacional brasileira. Adquiriu em 1957 as ações da empresa britânica Saint John del Rey Mining Company que extraía ouro de Minas desde o período imperial, por um preço de seis milhões de dólares. Por sua posição como secretário e diretor do Export-Import Bank of the United States foi capaz de colocar advogados e assessores da Hanna como José Luiz Bulhões Pedreira e Otávio Gouveia de Bulhões em altas posições no governo nacional, permitindo assim a aquisição anticonstitucional das reservas de ferro mineiras.
No dia 21 de agosto de 1961, o presidente Jânio Quadros assinou uma resolução que anulava as autorizações ilegais outorgadas a favor da empresa Hanna Company e restituía as jazidas de ferro de Minas Gerais à reserva nacional. Foi forçado a renunciar pelo exército quatro dias depois, levando à Campanha da Legalidade liderada por Leonel Brizola que impediu o adiantamento do golpe militar. O posterior governo de João Goulart tentou novamente retirar as concessões à companhia, resultando no Golpe Militar de 1964, apoiado pelo então-presidente dos Estados Unidos Lyndon B. Johnson e pelo embaixador estadunidense no Brasil Lincoln Gordon.
No ano 2000, em agosto, foi combinada com a Geon Company para formar a PolyOne Corporation.